# Gauda (rey)
Gauda fue un rey de Numidia, que reinó de 105 a. C. a 88 a. C. Era hijo de Mastanabal y nieto de Masinisa. Gauda era así también medio-hermano de Jugurta. Fue padre de Hiempsal II y abuelo de Juba I.
Según Salustio, durante la Guerra de Jugurta, Gauda había solicitado al comandante romano Q. Caecilius Metellus que le permitiera un lugar, como príncipe, junto a él, y una tropa de caballería como guardaespaldas, pero Metelo había rechazado ambas demandas, porque tal sitio era concedido sólo a aquellas personas a las que los romanos habían tratado como reyes, y la guardia sería vista como una indignidad a los romanos. Un ofendido Gauda entonces conspiró con Cayo Mario para buscar venganza por la afrenta y ennegrecer la reputación de Metelo, despojándole de su mando, y reemplazándole por Mario.
Gauda se convirtió en rey de una muy reducida Numidia, después de que Jugurta fuera vencido y capturado por los romanos, dirigidos por Cayo Mario.